# Bergen Neck
Bergen Neck est le nom de la péninsule du New Jersey aux États-Unis, située entre la Newark Bay à l'ouest et la Upper New York Bay à l'est. Longue d'environ 10 km pour à peine 5 km de large, elle est séparée de Staten Island situé au sud par le Kill Van Kull, un détroit qu'enjambe le Bayonne Bridge, et est également reliée à la ville de Newark, sur la rive opposée de la baie, par le Newark Bay Bridge.
La péninsule est majoritairement occupée par les villes de Bayonne et Jersey City, formant une partie importante du Comté de Hudson créé en 1840 à partir de la portion méridionale du comté de Bergen qui lui donna alors son nom.